# ゲマーラー
ゲマーラー（גמרא gmarah', アシュケナジム式（イディッシュ語） gmore）とは、アラム語で「完成」「伝統から学んだもの」という意味の言葉。3世紀頃に集成されたミシュナーに関して、その後アモライーム（3世紀-6世紀のユダヤ人法学者を指す）が行った議論・註解がまとめられた文書群。タルムードでは、ミシュナーの周囲に配置されている。
また、俗に、タルムード全体を指す言葉としても使われる。

## 参考資料
- point by point summary and discussion of the Gemara
- Daf-A-Week: A project to study a daf per week - ウェイバックマシン（2006年4月2日アーカイブ分）